# Squatina formosa
Pour les articles homonymes, voir Ange de mer.
Espèce
Répartition géographique
Statut de conservation UICN

 EN A2d+4d : En danger
Squatina formosa ou ange de mer moinillon ou encore ange de mer de Chine est un requin du Pacifique au large de Taïwan et des Philippines.

## Référence
- Shen & Ting; 1972; Ecological and morphological study on fish-fauna from the waters around Taiwan and its adjacent islands : 2. Notes on some rare continental shelf fishes and description of two new species, Bulletin of the Institute of Zoology Academia Sinica (Taipei), 11-1, p. 13–31